# Andreas Falk
Andreas Falk (* 27. Februar 1983 in Huddinge) ist ein ehemaliger schwedischer Eishockeyspieler, der seit 2020 Trainer beim Skellefteå AIK aus der Svenska Hockeyligan ist.

## Karriere
Andreas Falk begann seine Karriere als Eishockeyspieler in seiner Heimatstadt in der Nachwuchsabteilung des Huddinge IK, für dessen Profimannschaft er von 2001 bis 2004 in der HockeyAllsvenskan, der zweiten schwedischen Spielklasse, aktiv war. Anschließend wechselte der Center innerhalb der Allsvenskan zum Skellefteå AIK, mit dem er in der Saison 2005/06 den Aufstieg in die Elitserien erreichte. Daraufhin schloss er sich dem HV71 an, mit dem er in den Spielzeiten 2007/08 und 2009/10 jeweils den schwedischen Meistertitel gewann. In der Saison 2008/09 wurde er mit der Mannschaft zudem Vizemeister. 
Zur Spielzeit 2012/13 entschied sich Falk zu einem Wechsel nach Deutschland und unterzeichnete einen Einjahresvertrag bei den Kölner Haien. 2013 sowie 2014 wurde er mit den Haien Vizemeister. Falk blieb letztlich bis zum Ende der Saison 2015/16 in Köln und wechselte anschließend zurück nach Schweden zum Erstligisten Luleå HF.

### International
Für Schweden nahm Falk an der U20-Junioren-Weltmeisterschaft 2003 sowie 2012 an der Euro Hockey Tour teil.

## Karrierestatistik
(Legende zur Spielerstatistik: Sp oder GP = absolvierte Spiele; T oder G = erzielte Tore; V oder A = erzielte Assists; Pkt oder Pts = erzielte Scorerpunkte; SM oder PIM = erhaltene Strafminuten; +/− = Plus/Minus-Bilanz; PP = erzielte Überzahltore; SH = erzielte Unterzahltore; GW = erzielte Siegtore; 1 Play-downs/Relegation; Kursiv: Statistik nicht vollständig)

## Erfolge und Auszeichnungen
- 2006 Aufstieg in die Elitserien mit dem Skellefteå AIK
- 2008 Schwedischer Meister mit dem HV71
- 2010 Schwedischer Meister mit dem HV71